# Fédération de pelote valencienne

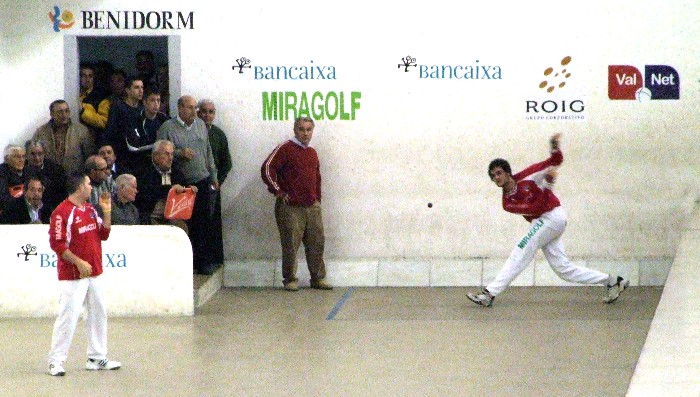
Genovés II (à droite) lors du Tournoi de pelote valencienne de Noël en 2006.

La Fédération de Pelote Valencienne est l'association qui régit le sport de pelote valencienne. Elle réglemente ses modalités, organise des concours et œuvre à sa diffusion. Elle a été créée en 1985 et son président actuel est José Daniel Sanjuan Martínez.
La Fédération a institué la date du 14 juin comme Jour de la Pelote, en souvenir du 14 juin 1391 date à laquelle il a été interdit de  jouer à la pelote dans la ville de Valence. Toutefois, l'agenda du championnat nécessite que cette fête soit célébrée à la fin du mois de septembre.

## Histoire
La Confédération  Espagnole de Pelote Basque est née à Saint Sébastien en 1925. Elle a existé jusqu'à la Guerre d'Espagne de 1936. À la fin du conflit, le Conseil National des Sports a créé la Fédération Espagnole de Pelote, au sein de laquelle a été intégré, bien qu'elle se joue à la main, une Fédération Valencienne de Pelote. Un exemple du manque de considération pour ce sport a été le choix pour le poste de président de José Marín, un ancien footballeur du Valencia CF. On se souvient de lui pour sa passion pour la photographie. Grâce à lui, il reste de nombreuses images des avant-premières des jeux de l'époque. Jusqu'à la fin des années 60, les présidents qui lui ont succédé se sont tenus à une sage administration de la délégation valencienne.
- Jacinto Quincoces, était un ancien footballeur et un joueur de pala. Bien qu'il ait avoué avoir accepté le poste à contrecœur à la fin des années 60, il a obtenu plusieurs succès tels que la création du Championnats des Jeunes, manifestation qui a permis de découvrir des sportifs tels que El Genovés et El Xatet de Carlet.
- Roberto Bonora, pratiquait le fronton, il a officialisé des compétitions issues du monde amateur comme la galotxa.
- Enrique Menéndez, était un ancien pelotari professionnel originaire de Massamagrell. Il a tenté d'élever le statut de la pelote valencienne, mais s'est heurté au refus de la Fédération espagnole. Après avoir démissionné il s'est attelé à la tâche de la création de la Fédération de pelote valencienne.

Le 15 février 1984, le Conseil de la Généralité Valencienne a promulgué le décret du 5 décembre 1983, qui réglemente la constitution des fédérations sportives du Pays valencien. Il fait de ces fédérations un instrument de regroupement des associations et des athlètes ainsi qu'un moyen de promotion des sports régionaux. Une Fédération de Pelote Valencienne totalement autonome pouvait alors voir le jour.
- Le président par intérim Rafael Genovés a été le dernier responsable à avoir un supérieur hiérarchique à Madrid.
- Víctor Iñúrria a consolidé les championnats existants et en a lancé de nouveaux. Il a signé des accords avec d'autres entités publiques et privées, créé des écoles de pelote et tissé des relations internationales qui ont conduit à l'organisation du Tournoi des 5 Nations à Valence en 1993. Son mandat a pris fin avec le 1er Congrès Mondial de Pelote qui s'est tenu les 2, 3 et 4 juin 1994 dans la même ville[5].

- Le 1994, Joan Pascual Llobell a pris la présidence de la Fédération après un processus électoral tendu et controversé qui, quatre ans après, a été déclaré comme nul par le Tribunal Supérieur de Justice du Pays Valencien pour cause d'irrégularités dans le vote par correspondance.

- Ramón Sedeño Clemente a été élu président pour la deuxième fois le 18 novembre 2006.
- José Daniel Sanjuan Martínez a été réélu président en 2014 et en 2018[6].

## Relations internationales
Depuis le 1992, la Fédération de Pelote Valencienne fait partie de la Confédération internationale du jeu de balle. Celle-ci organise chaque année les Championnats Internationaux de Jeu de Balle, auxquels la Sélection Valencienne de Pelote participe.